# Holmesina
Holmesina és un gènere de pampatèrid, un animal del grup dels cingulats. Aquests animals cuirassats visqueren a les Amèriques fins que s'extingiren a finals del Plistocè. S'assemblaven als armadillos d'avui en dia, que són parents relativament propers seus, però eren bastant més grans. Per exemple, l'espècie nord-americana H. sepentrionalis assolia un pes d'uns 180 kg. A diferència dels armadillos actuals, que són insectívors, Holmesina tenia una dieta herbívora.